# Мойер, Дайан
Дайан Мари Мойер (англ. Diane Marie Moyer, 29 июля 1958, Рединг, Пенсильвания, США) — американская хоккеистка (хоккей на траве), полевой игрок. Бронзовый призёр летних Олимпийских игр 1984 года.

## Биография
Дайан Мойер родилась 29 апреля 1958 года в американском городе Рединг в штате Пенсильвания.
Окончила университет Ласалль, играла за его команды по хоккею на траве и баскетболу, а также входила в сборную по плаванию. Ещё будучи студенткой, дебютировала в сборной США по хоккею на траве.
В 1980 году вошла в состав женской сборной США по хоккею на траве на летних Олимпийских играх в Москве, была назначена её капитаном, однако Штаты бойкотировали Олимпиаду.
В 1983 году участвовала в чемпионате мира в Куала-Лумпуре.
В 1984 году вошла в состав женской сборной США по хоккею на траве на летних Олимпийских играх в Лос-Анджелесе и завоевала бронзовую медаль. Играла в поле, провела 1 матч, мячей не забивала.
Работала тренером по хоккею на траве в университете Вилланова и Йельском университете.
В дальнейшем окончила магистратуру Массачусетского технологического института по спортивному менеджменту, магистратуру Пенсильванского университета по психологическому консультированию, получила степень доктора философии в психологическом консультировании в университете Темпл. Позже стала профессором психологии в колледже Сидар Крест в Аллентауне.